# Zakłady Przemysłowe „1-go Maja” w Pruszkowie

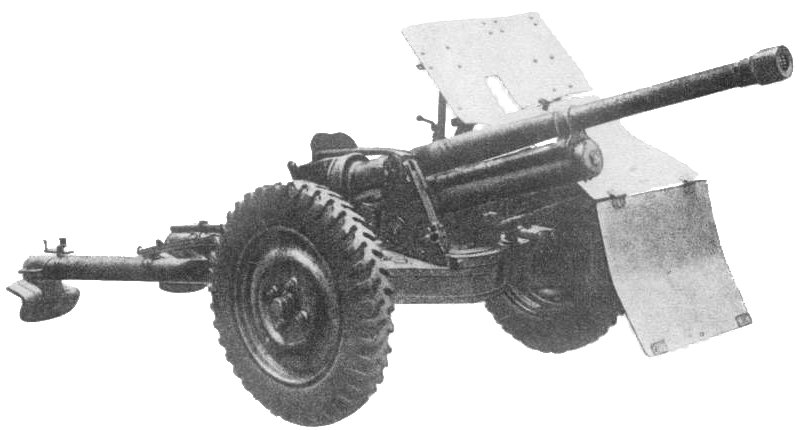
Armata przeciwpancerna wz. 36 z zerwaną częścią tarczy

Zakłady przemysłowe „1 Maja” – zakłady powstałe w 1920 z inicjatywy Stowarzyszenia Mechaników Polskich z Ameryki na terenie miasta Pruszków. Do 1948 nosiły nazwę Zakłady Przemysłowe Stowarzyszenia Mechaników Polskich.
Początkowo produkowano wiertarki i tokarki. W 1925 rozpoczęto produkcję frezarek uniwersalnych, a w 1936, uruchomiono produkcję frezarek serii FA, które były wzorowane na konstrukcji CINCINNATI. Zakład produkował również obrabiarki dla przemysłu zbrojeniowego, oraz działa przeciwpancerne na licencji Boforsa. Przy zakładzie zorganizowano szkołę zawodową przemysłu metalowego.
16 stycznia 1945 zabudowania fabryczne zostały wysadzone w powietrze przez wycofujące się oddziały niemieckie.
Po trwającej dwa lata odbudowie zakład wznowił produkcję frezarek serii FA. W połowie lat pięćdziesiątych zostały skonstruowane nowe rodziny frezarek poziomych i pionowych. Początkowo produkowano obrabiarki na potrzeby kraju, później również na eksport.
Po 1970 zaczęto produkować sterowaną numerycznie frezarkę konsolową z głowicą rewolwerową oraz pionowe centra obróbkowe sterowane numerycznie.